# Christoffer Urne
Pour les articles homonymes, voir Urne.
Christoffer Urne (né le 27 octobre 1593, au Château de Juellinge sur l'île de Lolland, décédé le 27 septembre 1663, à Nielstrup, île de Lolland) est un noble danois, fonctionnaire de l'état et Gouverneur général de Norvège de 1629 à 1642.
Il est le fils de Knud Axelsen Urne (1564-1622) et Margrethe Eilersdatter Grubbe (1568-1654). Urne a suivi le chemin habituel des enfants de la noblesse, bien aidé, déjà par ses capacités mais aussi par le fait que la famille était en bons termes avec le roi Christian IV. Il grandit avec ses parents, va à l'Académie de Soro 1605-09, puis parcourt l'Europe pour y étudier pendant 6 ans avec ses frères, et commence ensuite, en 1615, à travailler à la chancellerie. 

## Gouverneur
Lorsque le Danemark se retire de la Guerre de Trente Ans  en 1629, Urne devient Gouverneur général de Norvège, avec les obligations inhérentes: lensherre d'Akershus, et membre du conseil national. Après 13 ans en Norvège, il retourne au Danemark, et au poste de chancelier de 1646 à 1660. À partir de 1658, il s'occupe de l'Abbaye de Lyse avant l'année suivante de s'occuper du fief de Hardanger et de l'Abbaye de Halsnøy.

## Famille
Il s'est marié en 1624 avec Sophie Hansdatter Lindenov (1608-1652) avec laquelle il eut trois enfants :
- Knud de l'Urne (nés après 1624, mort en bas âge)
- Lisbeth Sophie (Soffi) Urne (1627-1693)
- Chrétien De L'Urne (1628-1669)